# Willtown
Willtown (zunächst auch New London, später auch Willton, Wilton oder ähnlich) ist eine ehemalige Stadt am Edisto-Fluss im heutigen Charleston County, South Carolina. Die um 1690 geplante Siedlung erlebte ihre Blüte im frühen 18. Jahrhundert. Danach zerfiel sie in mehrere große Plantagen, auf denen vor allem Reis und Indigopflanzen unter dem Einsatz von Sklaven angebaut wurden. Heute ist Willtown Bluff, die Ortslage des ehemaligen Ortskerns, vor allem als historische Stätte und Ausgrabungsort bekannt.

## Geografie

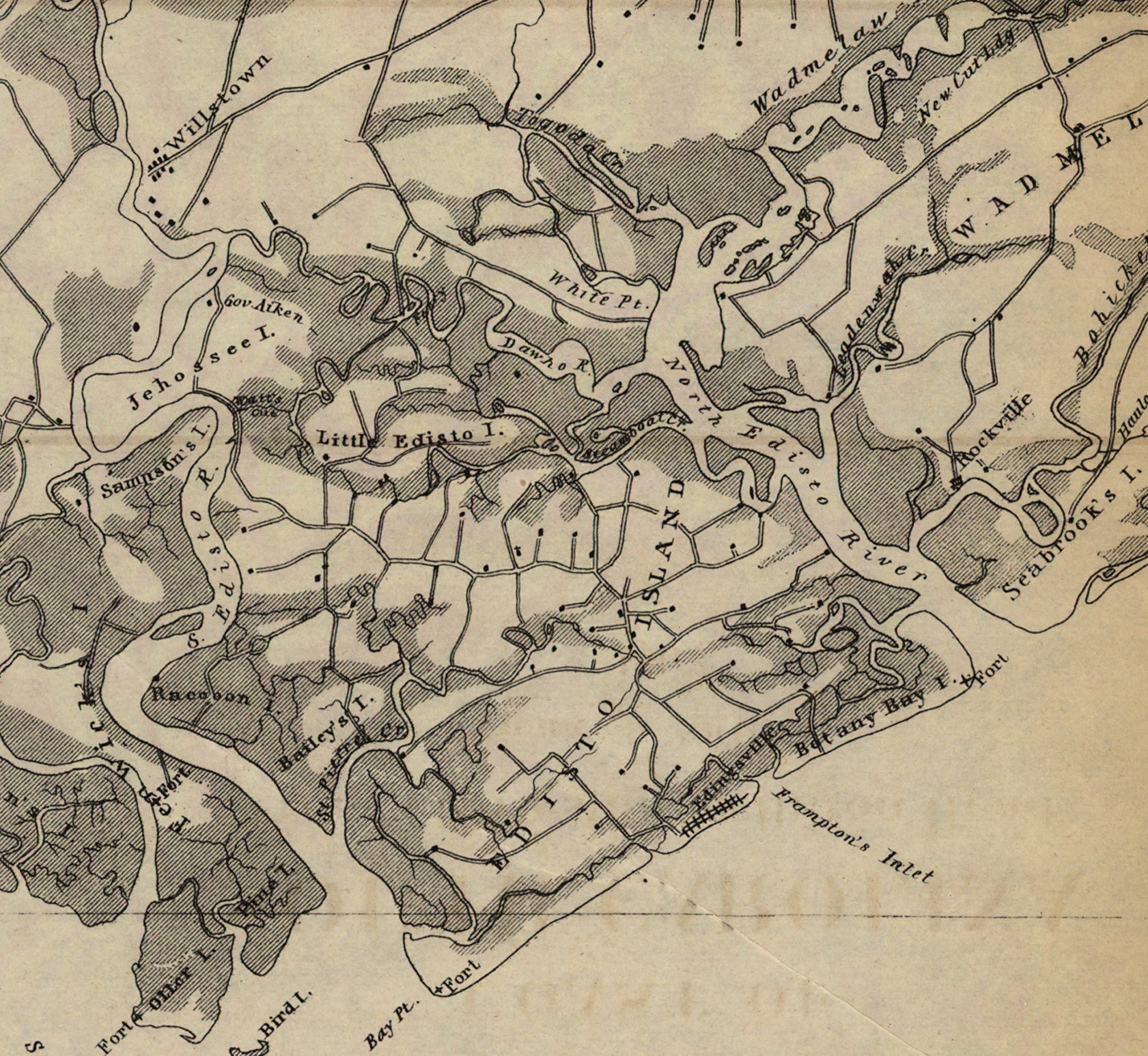
Willstown nordwestlich von Edisto Island, Karte aus dem Jahr 1862

Willtown Bluff liegt am Ostufer des South Edisto River, eines Mündungsarms des Edisto, über einem etwa sieben Meter hohen Steilhang. Der Standort ist etwa 20 km vom Atlantik entfernt und liegt im sogenannten South Carolina Lowcountry.

## Geschichte

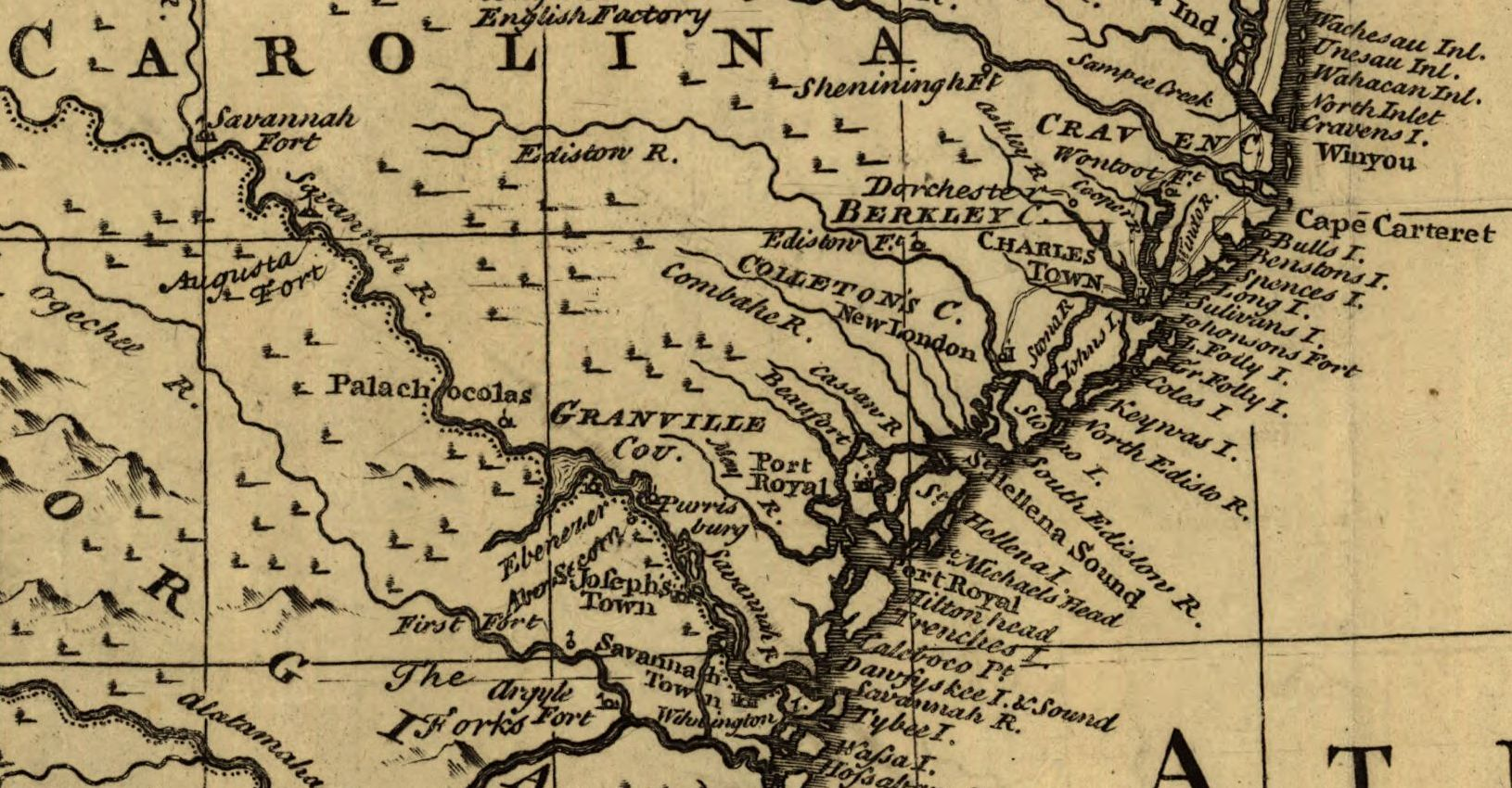
New London am Edistow River auf einer Karte aus dem Jahr 1752

Willtown wurde etwa um 1690 angelegt und war damit nach Charleston die zweite koloniale Planstadt. Die auch als Neu-London bezeichnete Siedlung war nach König William III. benannt. Man errichtete sie, um die Kolonie zu verteidigen, dort eine neue Dissenter-Gemeinschaft aufzubauen und den Handel mit indianischen Gruppen auszubauen. Die ersten Stadtparzellen wurden 1697 vergeben. Im Yamasee-Krieg wurde die Siedlung 1715 verwüstet, durch eine improvisierte Befestigung konnte Willtown aber gehalten werden. Danach erlebte sie ihre Blütezeit: In den 1720er-Jahren verfügte die Stadt über ein Courthouse, eine Schule, eine Kirche und weitere Gebäude. Die Menschen bauten vor allem Reis an und kamen so zu Wohlstand.
Der Reichtum, der auch aus dem Anbau von Indigo kam, schadete der Stadt aber wohl eher: Das Land in Willtown war so fruchtbar, dass es rentabler war, Bauland in Pflanzungen umzuwandeln. Außerdem lag die Stadt für effektiven Handel zu nah an Charleston und war schlecht zu verteidigen. Die Grundbesitzer begannen, ihre Grundstücke zusammenzulegen und auf den so entstandenen Plantagen Reis und Indigo in Sklavenarbeit anzubauen. 1760 wurden William Elliot 24 Parzellen im Zentrum der Siedlung bewilligt, seine Erben dominierten die weitere Geschichte des Ortes. Das presbyterianische Kirchengebäude aus dem frühen 18. Jahrhundert wurde um 1750 verlassen, später aber zwischen den Plantagen ein neues errichtet. Der Neubau wurde 1767 eingeweiht und lag etwa drei Meilen von Willtown Bluff entfernt an der Parkers Ferry Road. Er brannte wohl 1807 nieder, und die verlassene Kirche in Willtown Bluff wurde renoviert. 1819/20 baute die Gemeinde ein neues Kirchengebäude, später bekannt als Burnt Church, nahe Adams Run. Der letzte Pfarrer verließ die Gemeinde wohl vor 1866.
Eine anglikanische Kirchengemeinde, die Christ Church, wurde 1834 gegründet und baute auf den Ruinen der alten presbyterianischen Kirche in Willtown Bluff eine neue Kirche. Sie wurde etwa 50 Jahre später abgetragen und in Adams Run wieder aufgebaut. Nach dem Ende der Sklaverei wurde der kommerzielle Reisanbau unwirtschaftlich, eine Reihe von Hurrikanen um die Jahrhundertwende zerstörte zudem viele der Reisfelder.

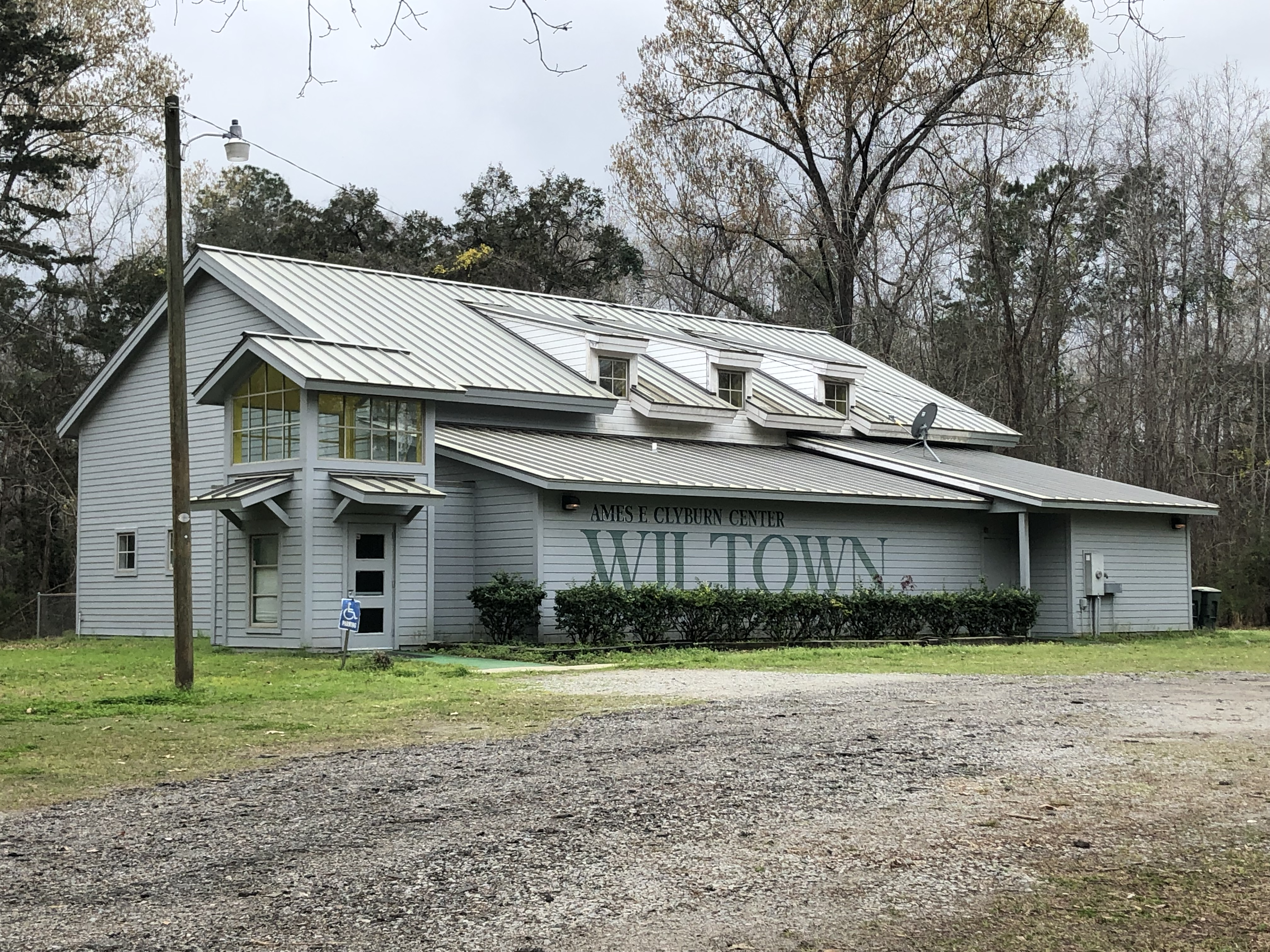
Wiltown Community Center in Parkers Ferry, 2019

Ein Gemeindezentrum im nahen Parkers Ferry trägt heute den Namen Wiltown Community Center.

## Willtown Bluff
Die Ortslage Willtown Bluff ist seit 1974 in das National Register of Historic Places eingetragen. Heute ist Willtown eine fast ebene, mit alten Eichen bestandene Rasenfläche. Dort stehen noch zwei Gebäude: ein etwa 1820 errichtetes Herrenhaus einer Plantage und ein Pfarrhaus aus dem Jahr 1836. Außerdem ist noch eine Säule der ehemaligen anglikanischen Kirche aus dem gleichen Jahr vorhanden. Die Plantage befindet sich in Privatbesitz.
Willtown Bluff liegt am Ende der Willtown Road, am Ende der Straße liegt eine öffentliche Bootsrampe.